# Млада академија Европе
Млада академија Европе (YAE; енгл. Young Academy of Europe) је паневропска академија наука која окупља врхунске научнике млађе генерације.
Академија је основана 2012. године с мисијом окупљања најбољих младих научника из свих научних области на територији целе Европе, а с циљем бољег научног умрежавања, давања доприноса научним политикама Европске уније и популаризације науке.
Млада академија Европе регистрована је као непрофитно удружење са седиштем у Минхену. Тренутно броји 200 чланова који су распоређени у три одељења: природне и техничке науке; науке о животу и друштвене и хуманистичке науке.
Организација блиско сарађује с националним младим академијама наука, Саветодавним телом европских академија (SAPEA), Научном иницијативом Европе (ISE) и Европском академијом наука и уметности (Academia Europaea).